# Grote Prijs Stad Zottegem 2004
Il Grote Prijs Stad Zottegem 2004, sessantanovesima edizione della corsa, si svolse il 17 agosto 2004 su un percorso di 189 km, con partenza e arrivo a Zottegem. Fu vinto dal tedesco David Kopp della Team Lamonta davanti ai belgi Kevin Van Impe e Björn Leukemans.

## Ordine d'arrivo (Top 10)
| Pos. | Corridore       | Squadra                          | Tempo    |
| ---- | --------------- | -------------------------------- | -------- |
| 1    | David Kopp      | Team Lamonta                     | 4h10'00" |
| 2    | Kevin Van Impe  | Lotto-Domo                       | a 13"    |
| 3    | Björn Leukemans | MrBookmaker-Palmans              | a 19"    |
| 4    | Gerben Löwik    | Chocolade Jacques-Wincor Nixdorf | s.t.     |
| 5    | Jeroen Boelen   | Van Hemert-Eurogifts             | a 38"    |
| 6    | Steven De Neef  | Jong Vlaanderen 2016             | s.t.     |
| 7    | Christian Knees | Team Wiesenhof                   | s.t.     |
| 8    | Jan Boven       | Rabobank                         | s.t.     |
| 9    | Laurens ten Dam | Bankgiroloterij                  | s.t.     |
| 10   | Serge Baguet    | Lotto-Domo                       | a 57"    |